# Kommunalval i Sverige
Kommunalval i Sverige till kommunfullmäktige genomförs den andra söndagen i september vart fjärde år. 
Vid kommunval används vita valsedlar och man kan antingen använda en partivalssedel, personvalssedlar eller blanka valsedlar för att rösta. Det ska finnas partivalssedlar för de partier som fick minst 1 procent av rösterna vid senaste riksdagsvalet utlagda, men partierna ansvarar själva för att lägga ut personvalssedlar. Det går att personrösta med partivalsedel genom att skriva kandidatens namn på partivalsedeln. Blanka valsedlar används genom att skriva partiets namn på valsedeln om man vill rösta på partiets kandidat eller partiets namn och kandidatens namn om man vill personrösta. Valsedlar som lämnas helt blanka räknas som ogiltiga.
Kommuner med minst 36 000 röstberättigade kan delas in i två eller flera valkretsar. Även om kommunfullmäktige själva bestämmer antal mandat i kommunfullmäktige är det länsstyrelsen som beslutar hur mandaten fördelas över valkretsarna. Av mandaten är 9 av 10 valkretsindelade och övriga är utjämningsmandat.
Alla kommuner är indelade i geografiska valdistrikt och det finns cirka 1 000 till 2 000 röstberättigade i varje valdistrikt. För varje valdistrikt tilldelas en vallokal och en röstlängd tas fram. Valdistrikten bestäms senast den 1 december året innan valår av Länsstyrelsen på förslag av kommunfullmäktige.

## Rösträtt
För att ha rösträtt i kommunval måste man vara införd i röstlängden för den specifika kommunens val. Alla svenska, isländska, norska och EU-lands medborgare som har fyllt 18 år senast på valdagen förs per automatik in i röstlängden för valet i den kommun där de är folkbokförda 30 dagar innan valet. Detta gäller även medborgare i andra länder och statslösa som har fyllt 18 år senast på valdagen, som varit folkbokförda i Sverige tre år i följd före valdagen och som nu är folkbokförda i kommunen.

## Historik
Kommunalval infördes med kommunalförordningarna 1862, som 1866 upphöjdes till lag. Från början var systemet mycket olika organiserat i olika kommuner och skedde vid olika tider i olika kommuner. Rösträtten var från början skiktad i fyrkar efter erlagd skatt. Först 1907–1909 sattes ett tak så att ingen kunde få mer än 40 röster i valet. I städerna fanns redan från början ett tak, som gjorde att en enskild person högst kunde erhålla 1/20 av rösterna i en stad. 1918 infördes lika rösträtt, samtidigt som även kvinnor erhöll rösträtt i kommunalvalen. Fram till 1945 var dock den som gjort konkurs eller var intagen på fattigstuga eller ålderdomshem och försörjdes av kommunen inte röstberättigad.
1942–1970 hölls vartannat år omväxlande val till kommun och landsting respektive andrakammarval med fyra års mandaperioder tredje söndagen i september. Municipalsamhällesvalen hölls fortfarande på skiftande dagar. Sedan 1970 infaller val till riksdag, kommuner och landsting på samma dag. Det går till på samma sätt som val till riksdagen. 
Det är sedan 1976 inte nödvändigt att vara svensk medborgare för att få rösta i kommunalvalet.
Mellan 1970 och 1994 genomfördes allmänna val till kommunfullmäktige vart tredje år den tredje söndagen i september. Från 1994 uttökades mandatperioden till fyra år och från 2010 genomförs valet den andra söndagen i september. 

## Kommunala nämnder
Vid fördelningen i kommunala nämnder används lagen om proportionellt valsätt (om en viss kvot av ledamöterna i fullmäktige begär det) som i stort liknar d’Hondts metod. Proportionellt valsätt innebär att antal mandat delas på samma sätt som i d'Hondts metod, men att man inte använder partiets röstetal som divisor.(källa: Lag 1992:339 om proportionellt valsätt)

## Nämndemän i tingsrätterna
Val till kommunfullmäktige påverkar även vilka som blir nämndemän i tingsrätterna då de utses av partierna efter partiernas mandatfördelning.